# ヨウ化水銀(I)
ヨウ化水銀(I)（ヨウかすいぎん(I)、Mercury(I) iodide）は、化学式が Hg2I2 と表される水銀のヨウ化物である。感光性があり、容易に金属水銀とヨウ化水銀(II)に分解する。

## 合成
ヨウ化水銀(I)は、水銀とヨウ素から直接合成することができる。
{\displaystyle {\ce {{2Hg}+ I2 -> Hg2I2}}}

## 構造
一般に一価水銀（Hg(I)）の化合物は直線形の {\displaystyle {\ce {X-Hg-Hg-X}}} の単位構造を持つが、 {\displaystyle {\ce {Hg2I2}}} も同様に直線形の {\displaystyle {\ce {I-Hg-Hg-I}}} の単位構造を持つ。{\displaystyle {\ce {Hg-Hg}}} の結合長は272 pm（金属中のHg-Hgの結合長は300 pm）で、{\displaystyle {\ce {I-Hg}}} の結合長は268 pmである。全体的にそれぞれのHg原子は八面体形構造をとり、2番目に近い4個のI原子との距離は351 pmである。この化合物はしばしば {\displaystyle {\ce {Hg2^{2+}2I^-}}} と説明される。

## 用途
ヨウ化水銀(I)は以前は医療に使われたが、現在はその毒性のため全く使われていない。